# Stealth Remixes
 Stealth Remixes  — це збірка реміксів лондонського електронного проекту Leftfield, яка була викладена у вільне скачування на офіційній сторінці гурту, у 2000 році. Трохи пізніше вона з'явилась на фізичному носії
Трек-лист видань, які вийшли у ПАР та Японії мали додаткові треки та оригінальне оформлення обкладинки платівки.

## Трек-лист
1. "Phat Planet (Dave Clarke Remix)" – 5:52
2. "El Cid (I-Cube Simple Mix)" – 5:52
3. "Rino's Prayer (Nick Rapaccioli Remix)" – 5:39
4. "Chant of a Poor Man (Mighty Quark Remix)" – 5:24
5. "Dub Gussett (Maas Remix)" – 6:33
6. "El Cid (I-Cube Table Tennis Remix)" – 6:49
7. "Double Flash (Headstarter Remix)" – 6:11
8. "Afrika Shox (CD-Rom Video Version)" – 4:52
9. "Dusted (CD-Rom Video Version)" – 4:43

## Південна Африка/Японія
1. "Afro Ride" – 9:10
2. "Original (Live Dub)" – 7:37
3. "Filter Fish" – 7:40
4. "Afro Central" – 7:43
5. "Cut For Life" – 7:02
6. "Phat Planet (Dave Clarke Remix)" – 5:52
7. "El Cid (I-Cube Simple Mix)" – 5:52
8. "Rino's Prayer (Nick Rapaccioli Remix)" – 5:39
9. "Chant of a Poor Man (Mighty Quark Remix)" – 5:24
10. "Dub Gussett (Maas Remix)" – 6:33
11. "Double Flash (Headstarter Remix)" – 6:11